# NGC 1062
NGC 1062 é uma estrela na direção da constelação de Triangulum. O objeto foi descoberto pelo astrônomo Ralph Copeland em 1873, usando um telescópio refletor com abertura de 72 polegadas. 